# Vitry-en-Artois
Vitry-en-Artois è un comune francese di 4 474 abitanti situato nel dipartimento del Passo di Calais nella regione dell'Alta Francia.

## Società

### Evoluzione demografica
Abitanti censiti